# Polistes franciscanus
Polistes franciscanus är en getingart som beskrevs av Richards 1978. Polistes franciscanus ingår i släktet pappersgetingar, och familjen getingar. Inga underarter finns listade i Catalogue of Life.